# Lisa Teige
Lisa Teige (født 19. januar 1998, Bergen) er en norsk skuespiller. Hun er kendt for Eva i den norske tv-serie Skam.